# Sultan Adil
Sultan Adil (właśc. Sultan Adil Mohamed Abdalla Alamiri; ar. سلطان عادل محمد عبدالله الأميري; ur. 4 maja 2004 w Kalbie) – emiracki piłkarz, występujący na pozycji napastnika w emirackim klubie Ittihad Kalba oraz w reprezentacji Zjednoczonych Emiratów Arabskich. Uczestnik Pucharu Azji 2023.

## Statystyki

### Klubowe
Na podstawie:
| Klub          | Sezonów | Liga           | Liga  | Liga   | Puchar krajowy | Puchar krajowy | Kontynentalne | Kontynentalne | Suma  | Suma   |
| Klub          | Sezonów | Liga           | Mecze | Bramki | Mecze          | Bramki         | Mecze         | Bramki        | Mecze | Bramki |
| ------------- | ------- | -------------- | ----- | ------ | -------------- | -------------- | ------------- | ------------- | ----- | ------ |
| Ittihad Kalba | 4       | UAE Pro League | 44    | 4      | 7              | 1              | –             | –             | 51    | 5      |
|               | Łącznie | Łącznie        | 44    | 4      | 7              | 1              | 39            | 0             | 51    | 5      |

### Reprezentacyjne
Na podstawie:
| Mecze w reprezentacji podczas Pucharu Azji 2023 | Mecze w reprezentacji podczas Pucharu Azji 2023 | Mecze w reprezentacji podczas Pucharu Azji 2023 | Mecze w reprezentacji podczas Pucharu Azji 2023 | Mecze w reprezentacji podczas Pucharu Azji 2023 | Mecze w reprezentacji podczas Pucharu Azji 2023 | Mecze w reprezentacji podczas Pucharu Azji 2023 | Mecze w reprezentacji podczas Pucharu Azji 2023 |
| Lp.                                             | Data                                            | Miasto                                          | Przeciwnik                                      | Wynik                                           | Gole                                            | Inne                                            | Faza rozgrywek                                  |
| ----------------------------------------------- | ----------------------------------------------- | ----------------------------------------------- | ----------------------------------------------- | ----------------------------------------------- | ----------------------------------------------- | ----------------------------------------------- | ----------------------------------------------- |
| 1.                                              | 14.01.2024                                      | Doha                                            | Hongkong                                        | 3:1 (1:0)                                       | 34' (k)                                         |                                                 | Faza grupowa                                    |
| 2.                                              | 18.01.2024                                      | Al-Wakra                                        | Palestyna                                       | 1:1 (1:0)                                       | 23'                                             | 16'                                             | Faza grupowa                                    |

## Sukcesy
Na podstawie:
Brak ważniejszych osiągnięć